# Изабел Бригс Майерс
Изабел Бригс Майерс (на английски: Isabel Briggs Myers) е американски психолог-теоретик. Тя е един от създателите, наред с майка си, на Типологията на Майерс-Бригс.

## Биография
Родена е на 18 октомври 1897 г. Първоначално се учи в дома си заедно с майка си (Катарина Кук Бригс, 3 януари 1875 – 1968), а впоследствие става бакалавър по политология в Колежа Суортмор. През 1918 г. се омъжва за Кларънс Майерс.
Катарина Бригс прочита книгата на Карл Юнг Психологически типове и я препоръчва да Изабел Майерс; майката и дъщерята след това формулират типологията заедно. По-късно Майерс си сътрудничи с Мари Маккъли, да са извърши тест на изследването и на типологията.
Умира на 5 май 1980 г.

## За нея
- Saunders, F. W. (1991) Katharine and Isabel: Mother's Light, Daughter's Journey. Davies-Black Publishing, U.S. ISBN 0-89106-049-9 A biography of Katharine Cook Briggs and Isabel Briggs Myers.